# 제프 버클리
제프 버클리(Jeff Buckley, 1966년 11월 17일 ~ 1997년 5월 29일)는 미국의 싱어송라이터이다. 본명은 제프리 스콧 버클리(Jeffrey Scott Buckley)이며 미국의 포크가수 팀 버클리의 아들이다. 그의 음악은 더 스미스, 레드 제플린과 니나 시몬, 밴 모리슨과 같은 여러 장르의 가수들에서 영향을 받았으며, 라디오헤드, 뮤즈, 콜드플레이 등과 같은 밴드들이 자신들의 보컬이나 연주에 있어 그에게 영향을 받았다고 고백했다.

## 삶

### 성장
제프 버클리는 1966년 11월 17일 미국 캘리포니아 오렌지 카운티의 애너하임에서 클래식 피아니스트 메리 귀베르와 포크 가수 팀 버클리 사이에서 태어났다. 팀과 메리가 미혼인 상태에서 제프가 임신되었는데, 팀은 음악 생활을 계속하기 위해 제프가 태어나기도 전에 이혼하였다. 이후 메리는 재혼하여 제프는 메리와 새 아버지 사이에서 성장했다. 제프 버클리는 양부 밑에서도 별 다른 차별없이 지냈다고 한다. 재혼 후, 제프는 양부의 성을 따 스코티 무어헤드(Scotty Moorhead)로 개명하였다. 제프 버클리는 친부 팀 버클리와 8살 때 팀의 공연 때 재회했다. 며칠간 그와 함께 보냈는데, 이것이 유일한 둘의 만남이었고, 2주 후 팀은 헤로인 과용으로 28세의 나이로 사망하고 말았다. 팀 사후 제프 버클리는 자신의 원래 이름을 되찾아 버클리라는 성을 되찾았다.
그의 양부는 어렸을 때부터 그에게 레드 제플린, 지미 헨드릭스, 더 후, 핑크 플로이드 등을 들려주어 어릴 때부터 음악에 친숙한 삶을 보냈다. 다섯 살 때부터 그의 할머니의 방안에 있는 통기타를 연주하기 시작했다. 그가 갖게 된 첫 번째 앨범은 레드 제플린의 《Physical Graffiti》였으며 하드록 밴드 키스도 좋아했다. 12살 때 가수가 되기로 결심하여 13살 때 전자기타를 선물 받아 연주하기 시작했다. 그 후 고등학교에서 재즈밴드에서 활동하기도 했다. 이 시기에 그는 프로그레시브 록에도 관심을 가졌으며 러시, 제네시스, 예스와 같은 밴드들을 좋아했다. 실제로 제프버클리 사후에 발매된 정규 2집에 제프가 커버한 제네시스의 곡 Back In N.Y.C가 실리기도 했다. 이후 헐리우드의 뮤지션스 인스티튜트에서 음악을 배웠다.

### 음악 활동
제프 버클리가 학교를 졸업한 후, 라이브 카페에서 공연을 하며 여러 장르의 밴드 내에서 기타를 쳤으며 코러스를 맡기도 했다. 1990년에 뉴욕으로 건너갔으나 음악가로서의 기회를 잡지 못했다. 그러던 중 그는 파키스탄의 종교 음악 장르인 카왈리를 접하게 되었고 파키스탄의 가수 누스라트 파테 알리 칸도 알게 되었다. 제프 버클리는 그의 열렬한 팬이 되었으며 카페 시네에서 공연하던 때에도 그의 곡을 자주 불렀다. 같은 시기 제프는 블루스 가수 로버트 존슨과 하드코어 펑크 밴드 배드 브레인즈에도 흥미를 가졌다. 그해 9월 그는 아버지인 팀 버클리의 전 매니저였던 허브 코헨이 그의 곡들의 데모 테이프 녹음을 도와주게 되자 다시 로스앤젤레스로 돌아갔다. 데모 테이프에는 총 4개의 곡이 수록되었는데, 〈Eternal Life〉, 〈Unforgiven〉(〈Last Goodbye〉로 곡명이 바뀜), 〈Strawberry Street〉(《Grace Legacy Edition》에 수록된 버전과 다름), 〈radio〉가 수록되었다. 1991년, 뉴욕 세인트 앤 교회에서 팀 버클리의 추도 행사 때 팀의 노래를 부르며 유명세를 타기 시작했다. 뉴욕에서 생활하면서 기타리스트 게리 루카스(Gary Lucas)와 함께 갓즈 앤 몬스터즈(Gods and Monsters)를 결성하여 잠깐 활동하기도 했다. 둘 사이의 이견으로 그룹이 해체된 후, 제프는 솔로로 활동하기 시작했다. 뉴욕 맨하탄의 이스트빌리지에 있던 음악카페 시네(Sin-é)에서 여러 가수들의 곡을 부르면서 유명해지기 시작했고, 당시 관심을 가지고 있던 콜럼비아 레코드사와 계약하고 솔로로 데뷔하였다.
제프는 세션 멤버들과 밴드를 조직하여 라이브와 음반 작업에 돌입했다. 베이스는 믹 그론달, 기타에 마이클 타이, 드럼은 멧 존슨이 맡았다. 1994년, 제프는 첫 음반인 《Grace》를 발매하였고, 음반을 홍보하기 위해 약 2년간 미국, 오스트레일리아, 유럽, 일본 등에서 공연을 했다.

### 사망
1997년, 제프 버클리는 2집 앨범에 들어갈 곡을 녹음하기 위해 테네시주의 멤피스에서 준비를 시작했다. 5월 29일, 밴드 멤버들이 뉴욕에서 오는 사이에 레드 제플린의 〈Whole Lotta Love〉를 부르며 울프 강에서 수영을 하던 중, 인근에서 항해하던 예인선에 휩쓸려 실종되었다. 결국 5일 후인 6월 4일에 강에서 익사한 채로 발견되었다. 그 뒤 1998년, 메리는 그의 두 번째 음반 샘플곡과 녹음된 라이브곡을 추려 2집 앨범인 《Sketches for My Sweetheart the Drunk》를 발매하였다.
사후 멤피스 동물원 수마트라 호랑이 구역에 안장되었으며 1998년 9월 18일, 그 자리에 제프 버클리의 추모판이 마련되었다. 제프 버클리가 멤피스 동물원을 걷는 것을 좋아했으며, 동물들 중 특히 호랑이를 좋아했기 때문이라고 한다.

## 평가
지미 페이지, 로버트 플랜트 등은 그에게 찬사를 아끼지 않았다. 특히 지미 페이지는 “최근 20년간 최고의 보컬리스트”라는 칭찬까지 하였다. 또한 제프 버클리가 부른 〈Hallelujah〉의 원곡 가수인 레너드 코헨과 그의 노래를 편곡해서 불렀던 U2의 보노 등은 제프 버클리의 노래가 자신들의 노래보다 더 출중하다고도 하였다. 브릿 팝의 선구자인 라디오헤드의 톰 요크는 그에게서 영향받았음을 인정하였고, 뮤즈의 매튜 벨라미는 톰 요크보다 제프 버클리가 자신에게 더 큰 영향을 주었다고 말하였다.

## 영화화
브래드 피트가 요절한 부자(父子) 뮤지션 팀 버클리와 제프 버클리를 다룬 영화를 제작하려 하였으나, 제프의 어머니인 메리 귀베르의 “나 죽고 나서나 만들라”라는 답 때문에 결국 되지 못하였다. 2003년, 제프 버클리를 다룬 다큐멘터리 영화인 《어메이징 그레이스:제프 버클리》(Amazing Grace:JEFF BUCKLEY)가 개봉되었고, 이 영화는 여러 영화제에서 수상하였다.
그러나 이후 계속해서 제프 버클리에 대한 영화의 제작설이 나왔고, 2011년에 제프 버클리를 다룬 제목 미정의 영화의 제작이 예고되었다. 제프 버클리의 모친 메리 귀베르의 인정을 받은 유일한 전기 영화로 제프 버클리와 관련된 모든 미디어와 컨텐츠를 독점 사용하여 영화에 수록할 수 있게 되었다. 감독으로는 제이크 스콧, 각본은 라이언 자페가 내정되었다. 주연으로는 브로드웨이 뮤지컬 《스파이더맨: 턴 오프 더 다크》의 주인공이자 인디계에서 활동 중인 배우 리브 카니로 정해졌다. 2012년에는 다니엘 엘그란트가 감독을 맡은 《팀 버클리에게 바침》이 개봉하였다. 제프 버클리와 그의 부친 팀 버클리를 다룬 영화로 펜 바그들리가 제프를, 벤 로젠필드가 팀 버클리 역을 맡았다. 《퓨어 드롭》 등의 영화도 제프 버클리를 다룰 것으로 예고한 상태이다.

## 음반

### 정규 음반
- 《Grace》, (1994년, 1집 음반)
- 《Sketches for My Sweetheart the Drunk》, (1998년, 2집 음반)

### 컴필레이션 음반
- 《The Grace》, (2002년)
- 《Grace Legacy Edition》 (2005년)
- 《So Real: Songs from Jeff Buckley》, (2007년)

### 라이브 음반
- 《Live at Sin-é》, (1993년)
- 《Live from the Bataclan》, (1995년)
- 《Mystery White Boy》, (2000년)
- 《Live À L'Olympia》, (2001년)
- 《Live at Sin-é (Legacy Edition)》, (2003년)
- 《Grace Around The World》, (2009년)

### 싱글 음반
- 〈Hallelujah〉, (1994년)
- 〈Grace〉, (1994년)
- 〈Last Goodbye〉, (1994년)
- 〈So Real〉, (1994년)
- 〈Everybody Here Wants You〉, (1998년)
- 〈Forget Her〉, (2004년)

### 참여 음반, 싱글
- 〈Gone Again〉 (1996년, 패티 스미스의 음반 수록곡, 백 보컬)
- 〈Wander I Go〉 (패티 스미스의 베스트 음반 《Land》의 수록곡, 어쿠스틱 기타 세션 참여)
- 《Live At The Knitting Factory》 (존 존의 공연 실황 음반, 2곡에 보컬 참여)
- 〈Jolly Street〉 (1994년, 재즈 패신저스의 음반 《In Love》의 수록곡, 보컬 참여)
- 《Admiral Charcoal's Song》 (레베카 무어의 음반, 3곡에 6현 베이스 세션 참여, 1곡에 드럼 세션 참여)
- 〈Faith Salons〉 (브렌다 칸의 음반 《Destination Anywhere》의 수록곡, 백 보컬과 기타 세션 참여)
- 〈Angel Mine〉 (잭 케로악에 대한 헌정 음반 《Kicks Joy Darkness》의 수록곡, 시타르와 기타 세션 참여)
- 〈I Want Someone Badly〉 (인디 밴드 셔더 투 팅크의 인디 영화 《First Love, Last Rite》의 수록곡)[5]

### 기타 음반
- 《Songs to No One 1991-1992》, (1992년, 갓즈 앤 몬스터즈 음반)

## DVD
- 《Live in Chicago》, (2000년)
- 《Grace Around The World》, (2009년)

## 뮤직비디오
- Grace
- Hallelujah
- So real
- Last Goodbye
- Everybody Here Wants You
- Forget Her